# مبنى بلدية سانت وان (مترو باريس)
مبنى بلدية سانت وان (بالفرنسية: Mairie de Saint-Ouen)‏ هي محطة مترو تابعة لمترو باريس تقع في فرنسا في Saint-Ouen.